# L'Imbattable
Pour plus de détails, voir Fiche technique et Distribution.
L'Imbattable (titre original : One-Round Hogan) est un film américain réalisé par Howard Bretherton, sorti en 1927.
Bien qu'il n'a pas de dialogues, le film a été présenté avec une bande sonore musicale synchronisée avec le procédé Vitaphone.
Le champion de boxe américain James J. Jeffries fait une apparition dans le film.

## Synopsis
Robert Emmet Hogan, fils du célèbre boxeur Tim Hogan, a pour ambition de devenir champion du monde des poids mi-lourds. Son meilleur ami, Ed Davis, admire Robert et aspire lui-aussi à une carrière de boxeur. Il le présente à Helen, sa sœur qui méprise le ring et ses adeptes. Robert, sur l'insistance de son ambitieux manager, "Big Joe" Morgan, doit affronter un concurrent de premier plan, mais à la dernière minute, Ed se laisse convaincre de le remplacer. Robert accepte le combat si Ed abandonne ses projets de carrière. Après que Robert ait réussi un KO, Big Joe frappe Ed avec fureur et le tue. Robert est reconnu innocent mais décide d'arrêter la boxe, convaincu d'être un tueur. Lorsque Big Joe se moque de Robert en l'accusant de lâcheté, ce dernier le défie en combat. Alors que Robert se fait tabasser sur le ring, Texas Kid divulgue le secret du meurtre d'Ed à Helen.

## Fiche technique
- Titre original : One-Round Hogan
- Réalisation : Howard Bretherton
- Scénario : Charles R. Condon d'après une histoire de F. L. Giffen et George Godfrey
- Photographie : Norbert Brodine
- Musique : Vitaphone et effets sonores[2].
- Genre : Mélodrame[1]
- Production : Warner Bros.
- Durée : 71 minutes
- Date de sortie : 17 septembre 1927

## Distribution
- Monte Blue : Robert Emmet Hogan
- Leila Hyams : Helen Davis
- James J. Jeffries : Tim Hogan
- Frank Hagney : "Big Joe" Morgan
- Tom Gallery : Ed Davis
- Texas Kid : lui-même
- Abdul the Turk : "Sniffy"
- Andy Clark (non crédité)
- Tom Kennedy (non crédité)